# Cratomelus armatus
Cratomelus armatus är en insektsart som beskrevs av Blanchard 1851. Cratomelus armatus ingår i släktet Cratomelus och familjen Anostostomatidae. Inga underarter finns listade i Catalogue of Life.